# West Ham United Football Club 2018-2019
Questa pagina raccoglie i dati riguardanti il West Ham United Football Club nelle competizioni ufficiali della stagione 2018-2019.

## Rosa
| N. |                          | Ruolo | Calciatore                     |
| -- | ------------------------ | ----- | ------------------------------ |
| 13 | Spagna (bandiera)        | P     | Adrián San Miguel del Castillo |
| 1  | Polonia (bandiera)       | P     | Łukasz Fabiański               |
| 4  | Paraguay (bandiera)      | D     | Fabián Balbuena                |
| 3  | Inghilterra (bandiera)   | D     | Aaron Cresswell                |
| 23 | Francia (bandiera)       | D     | Issa Diop                      |
| 24 | Inghilterra (bandiera)   | D     | Ryan Fredericks                |
| 53 | Inghilterra (bandiera)   | D     | Ben Johnson                    |
| 26 | RD del Congo (bandiera)  | D     | Arthur Masuaku                 |
| 21 | Italia (bandiera)        | D     | Angelo Ogbonna                 |
| 2  | Nuova Zelanda (bandiera) | D     | Winston Reid                   |
| 5  | Argentina (bandiera)     | D     | Pablo Zabaleta                 |
| 30 | Inghilterra (bandiera)   | C     | Michail Antonio                |
| 54 | Irlanda (bandiera)       | C     | Conor Coventry                 |
| 45 | Inghilterra (bandiera)   | C     | Grady Diangana                 |
| 8  | Brasile (bandiera)       | C     | Felipe Anderson                |

| N. |                        | Ruolo | Calciatore        |
| -- | ---------------------- | ----- | ----------------- |
| 10 | Argentina (bandiera)   | C     | Manuel Lanzini    |
| 18 | Francia (bandiera)     | C     | Samir Nasri       |
| 16 | Inghilterra (bandiera) | C     | Mark Noble        |
| 14 | Spagna (bandiera)      | C     | Pedro Obiang      |
| 41 | Inghilterra (bandiera) | C     | Declan Rice       |
| 15 | Colombia (bandiera)    | C     | Carlos Sánchez    |
| 11 | Scozia (bandiera)      | C     | Robert Snodgrass  |
| 19 | Inghilterra (bandiera) | C     | Jack Wilshere     |
| 7  | Austria (bandiera)     | A     | Marko Arnautović  |
| 9  | Inghilterra (bandiera) | A     | Andy Carroll      |
| 9  | Messico (bandiera)     | A     | Javier Hernández  |
| 37 | Inghilterra (bandiera) | A     | Nathan Holland    |
| 27 | Spagna (bandiera)      | A     | Lucas Pérez       |
| 32 | Portogallo (bandiera)  | A     | Xande Silva       |
| 7  | Ucraina (bandiera)     | A     | Andrij Jarmolenko |

## Organigramma societario
Area tecnica
- Allenatore: Manuel Pellegrini
- Allenatore in seconda: Rubén Cousillas, Enzo Maresca
- Preparatore dei portieri: Valero
- Preparatori atletici:

## Risultati

### Premier League

#### Girone di andata
| Arbitro: | Taylor |

|                                       |           |  |
| Salah 19’ Mané 45’, 53’ Sturridge 88’ | Marcatori |  |

| Arbitro: | Attwell |

|                       |           |                     |
| Arnautović 33’ (rig.) | Marcatori | 60’ Wilson 66’ Cook |

| Arbitro: | Scott |

|                                         |           |                |
| Monreal 30’ Diop 70’ (aut.) Welbeck 90’ | Marcatori | 25’ Arnautović |

| Arbitro: | Kavanagh |

|  |           |            |
|  | Marcatori | 90’ Traoré |

| Arbitro: | Atkinson |

|                |           |                                    |
| Sigurðsson 45’ | Marcatori | 11’, 31’ Jarmolenko 61’ Arnautović |

| Londra 23 settembre 2018, ore 13:30 WEST 6ª giornata | West Ham Utd | 0 – 0 referto | Chelsea | London Stadium (56 875 spett.)\| Arbitro: \| Dean \| |
| Arbitro:                                             | Dean         |               |         |                                                      |

| Arbitro: | Oliver |

|                                                |           |              |
| Anderson 5’ Lindelöf 43’ (aut.) Arnautović 74’ | Marcatori | 71’ Rashford |

| Arbitro: | Friend |

|            |           |  |
| Murray 25’ | Marcatori |  |

| Arbitro: | Atkinson |

|  |           |            |
|  | Marcatori | 44’ Lamela |

| Arbitro: | Oliver |

|           |           |              |
| Ndidi 89’ | Marcatori | 30’ Balbuena |

| Arbitro: | East |

|                                                |           |                          |
| Arnautović 10’ Anderson 68’, 84’ Hernández 90’ | Marcatori | 45’ Guðmundsson 77’ Wood |

| Arbitro: | Kavanagh |

|              |           |              |
| Pritchard 6’ | Marcatori | 74’ Anderson |

| Arbitro: | Marriner |

|  |           |                                      |
|  | Marcatori | 11’ Silva 19’ Sterling 34’, 90’ Sané |

| Arbitro: | Tierney |

|  |           |                                 |
|  | Marcatori | 11’, 63’ Hernández 90’ Anderson |

| Arbitro: | Scott |

|                            |           |            |
| Pérez 49’, 54’ Antonio 61’ | Marcatori | 90’ Murphy |

| Arbitro: | Taylor |

|                                          |           |                         |
| Snodgrass 48’ Hernández 62’ Anderson 65’ | Marcatori | 6’ McArthur 76’ Schlupp |

| Arbitro: | Dean |

|  |           |                           |
|  | Marcatori | 17’ Snodgrass 29’ Antonio |

| Arbitro: | Mason |

|  |           |                                |
|  | Marcatori | 30’ (rig.) Deeney 87’ Deulofeu |

| Arbitro: | Pawson |

|             |           |                   |
| Redmond 50’ | Marcatori | 53’, 59’ Anderson |

#### Girone di ritorno
| Arbitro: | Coote |

|                     |           |  |
| Wood 15’ McNeil 34’ | Marcatori |  |

| Arbitro: | Kavanagh |

|                     |           |                        |
| Arnautović 66’, 68’ | Marcatori | 56’ Stephens 58’ Duffy |

| Arbitro: | Moss |

|          |           |  |
| Rice 48’ | Marcatori |  |

| Arbitro: | Hooper |

|                     |           |  |
| Wilson 53’ King 90’ | Marcatori |  |

| Arbitro: | Coote |

|                            |           |  |
| Saïss 66’ Jiménez 80’, 86’ | Marcatori |  |

| Arbitro: | Friend |

|             |           |          |
| Antonio 28’ | Marcatori | 22’ Mané |

| Arbitro: | Pawson |

|          |           |                  |
| Zaha 76’ | Marcatori | 27’ (rig.) Noble |

| Arbitro: | Mason |

|                                    |           |          |
| Hernández 29’ Diop 40’ Antonio 90’ | Marcatori | 3’ Babel |

| Arbitro: | Attwell |

|                   |           |  |
| Agüero 59’ (rig.) | Marcatori |  |

| Arbitro: | Kavanagh |

|                          |           |  |
| Rice 7’ Noble 42’ (rig.) | Marcatori |  |

| Arbitro: | Scott |

|                         |           |  |
| Hoilett 4’ Camarasa 52’ | Marcatori |  |

| Arbitro: | Moss |

|                                                 |           |                           |
| Noble 15’ (rig.) Ogbonna 75’ Hernández 84’, 90’ | Marcatori | 17’ Bacuna 30’, 65’ Grant |

| Arbitro: | Tierney |

|  |           |                      |
|  | Marcatori | 5’ Zouma 33’ Bernard |

| Arbitro: | Kavanagh |

|                 |           |  |
| Hazard 24’, 90’ | Marcatori |  |

| Arbitro: | Scott |

|                              |           |              |
| Pogba 19’ (rig.), 80’ (rig.) | Marcatori | 49’ Anderson |

| Arbitro: | Probert |

|                       |           |                      |
| Antonio 37’ Pérez 82’ | Marcatori | 67’ Vardy 90’ Barnes |

| Arbitro: | Taylor |

|  |           |             |
|  | Marcatori | 67’ Antonio |

| Arbitro: | Attwell |

|                                    |           |  |
| Arnautović 16’, 69’ Fredericks 72’ | Marcatori |  |

| Arbitro: | Kavanagh |

|              |           |                                                  |
| Deulofeu 46’ | Marcatori | 15’, 78’ (rig.) Noble 39’ Lanzini 71’ Arnautović |

### FA Cup
| Arbitro: | East |

|                           |           |  |
| Arnautović 2’ Carroll 90’ | Marcatori |  |

| Arbitro: | Taylor |

|                                          |           |                        |
| Appiah 34’ Wagstaff 41’, 46’ Sibbick 88’ | Marcatori | 57’ Pérez 71’ Anderson |

### Coppa di Lega
| Arbitro: | Robinson |

|           |           |                                    |
| Pigott 2’ | Marcatori | 63’ Diop 83’ Ogbonna 90’ Hernández |

| Arbitro: | Pawson |

|                                                                                       |           |  |
| Antonio 29’ Snodgrass 32’, 60’ Pérez 39’ Fredericks 51’ Ogbonna 54’ Diangana 67’, 82’ | Marcatori |  |

| Arbitro: | Attwell |

|           |           |                           |
| Pérez 71’ | Marcatori | 16’, 54’ Son 75’ Llorente |

## Statistiche

### Statistiche di squadra
| Competizione   | Punti | In casa | In casa | In casa | In casa | In casa | In casa | In trasferta | In trasferta | In trasferta | In trasferta | In trasferta | In trasferta | Totale | Totale | Totale | Totale | Totale | Totale | DR |
| Competizione   | Punti | G       | V       | N       | P       | Gf      | Gs      | G            | V            | N            | P            | Gf           | Gs           | G      | V      | N      | P      | Gf     | Gs     | DR |
| -------------- | ----- | ------- | ------- | ------- | ------- | ------- | ------- | ------------ | ------------ | ------------ | ------------ | ------------ | ------------ | ------ | ------ | ------ | ------ | ------ | ------ | -- |
| Premier League | 52    | 19      | 9       | 4       | 6       | 32      | 27      | 19           | 6            | 3            | 10           | 20           | 28           | 38     | 15     | 7      | 16     | 52     | 55     | -3 |
| FA Cup         | -     | 1       | 1       | 0       | 0       | 2       | 0       | 1            | 0            | 0            | 1            | 2            | 4            | 2      | 1      | 0      | 1      | 4      | 4      | 0  |
| Coppa di Lega  | -     | 2       | 1       | 0       | 1       | 9       | 3       | 1            | 1            | 0            | 0            | 3            | 1            | 3      | 2      | 0      | 1      | 12     | 4      | +8 |
| Totale         | -     | 22      | 11      | 4       | 7       | 43      | 30      | 21           | 7            | 3            | 11           | 25           | 33           | 43     | 18     | 7      | 18     | 68     | 63     | +5 |

### Andamento in campionato
| Giornata  | 1  | 2  | 3  | 4  | 5  | 6  | 7  | 8  | 9  | 10 | 11 | 12 | 13 | 14 | 15 | 16 | 17 | 18 | 19 | 20 | 21 | 22 | 23 | 24 | 25 | 26 | 27 | 28 | 29 | 30 | 31 | 32 | 33 | 34 | 35 | 36 | 37 | 38 |
| --------- | -- | -- | -- | -- | -- | -- | -- | -- | -- | -- | -- | -- | -- | -- | -- | -- | -- | -- | -- | -- | -- | -- | -- | -- | -- | -- | -- | -- | -- | -- | -- | -- | -- | -- | -- | -- | -- | -- |
| Luogo     | T  | C  | T  | C  | T  | C  | C  | T  | C  | T  | C  | T  | C  | T  | C  | C  | T  | C  | T  | T  | C  | C  | T  | T  | C  | T  | C  | T  | C  | T  | C  | C  | T  | T  | C  | T  | C  | T  |
| Risultato | P  | P  | P  | P  | V  | N  | V  | P  | P  | N  | V  | N  | P  | V  | V  | V  | V  | P  | V  | P  | N  | V  | P  | P  | N  | N  | V  | P  | V  | P  | V  | P  | P  | P  | N  | V  | V  | V  |
| Posizione | 20 | 19 | 20 | 20 | 16 | 17 | 14 | 15 | 14 | 13 | 13 | 13 | 14 | 13 | 13 | 11 | 9  | 12 | 9  | 11 | 10 | 9  | 10 | 12 | 12 | 10 | 9  | 10 | 9  | 9  | 9  | 11 | 11 | 11 | 11 | 11 | 11 | 10 |

Legenda:

Luogo: C = Casa; T = Trasferta. Risultato: V = Vittoria; N = Pareggio; P = Sconfitta.

### Statistiche dei giocatori
| Giocatore     | Premier League | Premier League | Premier League | Premier League | FA Cup   | FA Cup | FA Cup      | FA Cup     | Coppa di Lega | Coppa di Lega | Coppa di Lega | Coppa di Lega | Totale   | Totale | Totale      | Totale     |
| Giocatore     | Presenze       | Reti           | Ammonizioni    | Espulsioni     | Presenze | Reti   | Ammonizioni | Espulsioni | Presenze      | Reti          | Ammonizioni   | Espulsioni    | Presenze | Reti   | Ammonizioni | Espulsioni |
| ------------- | -------------- | -------------- | -------------- | -------------- | -------- | ------ | ----------- | ---------- | ------------- | ------------- | ------------- | ------------- | -------- | ------ | ----------- | ---------- |
| Adrián        | -              | -              | -              | -              | 2        | 0      | 0           | 0          | 3             | 0             | 0             | 0             | 5        | 0      | 0           | 0          |
| Ł. Fabiański  | 38             | 0              | 0              | 0              | -        | -      | -           | -          | -             | -             | -             | -             | 38       | 0      | 0           | 0          |
| F. Balbuena   | 23             | 1              | 2              | 0              | -        | -      | -           | -          | -             | -             | -             | -             | 23       | 1      | 2           | 0          |
| A. Cresswell  | 20             | 0              | 1              | 0              | -        | -      | -           | -          | 2             | 0             | 0             | 0             | 22       | 0      | 1           | 0          |
| I. Diop       | 33             | 1              | 4              | 0              | 2        | 0      | 1           | 0          | 3             | 1             | 0             | 0             | 38       | 2      | 5           | 0          |
| R. Fredericks | 15             | 1              | 5              | 0              | 1        | 0      | 1           | 0          | 2             | 1             | 0             | 0             | 18       | 2      | 6           | 0          |
| B. Johnson    | 1              | 0              | 0              | 0              | -        | -      | -           | -          | -             | -             | -             | -             | 1        | 0      | 0           | 0          |
| A. Masuaku    | 23             | 0              | 2              | 0              | 2        | 0      | 1           | 0          | 2             | 0             | 0             | 0             | 27       | 0      | 3           | 0          |
| A. Ogbonna    | 24             | 1              | 2              | 0              | 2        | 0      | 0           | 0          | 3             | 2             | 0             | 0             | 29       | 3      | 2           | 0          |
| W. Reid       | -              | -              | -              | -              | -        | -      | -           | -          | -             | -             | -             | -             | -        | -      | -           | -          |
| P. Zabaleta   | 26             | 0              | 4              | 0              | -        | -      | -           | -          | 1             | 0             | 0             | 0             | 27       | 0      | 4           | 0          |
| M. Antonio    | 33             | 6              | 3              | 0              | 2        | 0      | 0           | 0          | 3             | 1             | 0             | 0             | 38       | 7      | 3           | 0          |
| C. Coventry   | -              | -              | -              | -              | -        | -      | -           | -          | 1             | 0             | 0             | 0             | 1        | 0      | 0           | 0          |
| G. Diangana   | 17             | 0              | 0              | 0              | 2        | 0      | 0           | 0          | 2             | 2             | 0             | 0             | 21       | 2      | 0           | 0          |
| F. Anderson   | 36             | 9              | 3              | 0              | 2        | 1      | 0           | 0          | 2             | 0             | 0             | 0             | 40       | 10     | 3           | 0          |
| M. Lanzini    | 10             | 1              | 2              | 0              | -        | -      | -           | -          | -             | -             | -             | -             | 10       | 1      | 2           | 0          |
| S. Nasri      | 5              | 0              | 0              | 0              | 1        | 0      | 0           | 0          | -             | -             | -             | -             | 6        | 0      | 0           | 0          |
| M. Noble      | 31             | 5              | 6              | 1              | 1        | 0      | 0           | 0          | -             | -             | -             | -             | 32       | 5      | 6           | 1          |
| P. Obiang     | 24             | 0              | 0              | 0              | 2        | 0      | 0           | 0          | 3             | 0             | 1             | 0             | 29       | 0      | 1           | 0          |
| D. Rice       | 34             | 2              | 4              | 0              | 1        | 0      | 0           | 0          | 3             | 0             | 0             | 0             | 38       | 2      | 4           | 0          |
| C. Sánchez    | 7              | 0              | 0              | 0              | -        | -      | -           | -          | 1             | 0             | 0             | 0             | 8        | 0      | 0           | 0          |
| R. Snodgrass  | 33             | 2              | 10             | 0              | 2        | 0      | 0           | 0          | 3             | 2             | 0             | 0             | 38       | 4      | 10          | 0          |
| J. Wilshere   | 8              | 0              | 2              | 0              | -        | -      | -           | -          | -             | -             | -             | -             | 8        | 0      | 2           | 0          |
| M. Arnautović | 28             | 10             | 3              | 0              | 1        | 1      | 0           | 0          | 1             | 0             | 0             | 0             | 30       | 11     | 3           | 0          |
| A. Carroll    | 12             | 0              | 2              | 0              | 2        | 1      | 0           | 0          | -             | -             | -             | -             | 14       | 1      | 2           | 0          |
| J. Hernández  | 25             | 7              | 2              | 0              | 1        | 0      | 0           | 0          | 2             | 1             | 0             | 0             | 28       | 8      | 2           | 0          |
| N. Holland    | -              | -              | -              | -              | -        | -      | -           | -          | -             | -             | -             | -             | -        | -      | -           | -          |
| L. Pérez      | 15             | 3              | 0              | 0              | 1        | 1      | 0           | 0          | 3             | 2             | 0             | 0             | 19       | 6      | 0           | 0          |
| X. Silva      | 1              | 0              | 0              | 0              | 1        | 0      | 0           | 0          | -             | -             | -             | -             | 2        | 0      | 0           | 0          |
| A. Jarmolenko | 9              | 2              | 2              | 0              | -        | -      | -           | -          | 1             | 0             | 0             | 0             | 10       | 2      | 2           | 0          |
| J. Powell     | -              | -              | -              | -              | -        | -      | -           | -          | 1             | 0             | 0             | 0             | 1        | 0      | 0           | 0          |